# 6ix9ine
Daniel Hernandez (Nova Iorque, 8 de maio de 1996) conhecido por seu nome artístico 6ix9ine (pronuncia-se "six nine"), é um rapper, cantor e compositor norte-americano. Sua música é marcada por um estilo agressivo de rap, enquanto sua controversa persona pública é caracterizada por seus distintos cabelos cor de arco-íris, tatuagens extensas, disputas públicas com outras celebridades e questões legais.
Daniel Hernandez além de se envolver em várias polêmicas, tem fama de ajudar pessoas necessitadas com pouca condição financeira. Em 2022 reportagem falando sobre Tekashi no Brasil 🇧🇷.  Daniel apareceu em comunidades brasileiras. Indo à Rocinha (Maior comunidade da América do Sul.) e jogando dinheiro ao alto, além disso, fez questão de falar com o Líder de algumas favelas fazendo um tipo de amizade neste ambiente. Tekashi (Daniel Hernandez) acabou também jogando bola nas ruas e tirando foto com fãs.
"Obrigado, Brasil, eu amo vocês! Vocês são um país lindo, me senti mais seguro na comunidade mais perigosa! Obrigado, Brasil, Deus abençoe vocês!" — Daniel Hernandez 
O Rapper disse que se sentiu seguro, e que diferentemente de outros países como Equador (🇪🇨), que quando tentou distribuir dinheiro acabou que criou uma grande variedade de tumultos nas ruas, e teve que criar uma fuga para sair das ruas.
Tekashi passou pelas seguintes comunidades:
Zona norte do Rio de Janeiro, Rocinha (Rio de Janeiro) e Mangueira (Parte da Zona Norte do RJ.)
O cantor esteve no Brasil acompanhado de sua namorada e de seu amigo Steve (autor do vídeo acima), que tem muita popularidade na internet, sendo seguido por mais de 3 milhões de pessoas no Instagram. Além disso, o companheiro de 6ix9ine também tem um canal no Youtube.
Foi lá, inclusive, que ele publicou um outro vídeo em que  aparece com uma arma enquanto ao seu lado, em uma mesa, aparecem o que seriam drogas embaladas. “Gastamos 70 mil dólares em dois diferentes países” legendou o Youtuber.
O vídeo foi excluído pela plataforma.
Depois de uma passagem pra lá de “movimentada” no Rio de Janeiro, quando jogou dinheiro para moradores do Morro da Mangueira, na Zona Norte do Rio, o rapper americano 6ix9ine se envolveu em mais uma “aventura” na capital fluminense. O músico teria se encontrado com traficantes locais e os presenteado com relógios da marca rolex no valor de 30 mil dólares.
Vídeos que circulam nas redes sociais mostram o dono do disco “Dummy Boy” usando um casaco do Flamengo, jogando futevôlei em Copacabana e aproveitando o país ao lado de sua namorada Jade. (atualmente não estão juntos.) Cercado de seguranças, Tekashi aproveitou o ambiente descontraído para ostentar uma grande quantia de dinheiro em um vídeo publicado Instagram de sua ex-companheira.
Brincando com a atual desvalorização do real em relação ao dólar, um dos amigos do rapper sugere que eles angariaram aquele montante com apenas 20 dólares. Nas redes sociais, os fãs acreditam que o artista tenha mostrado cerca de R$ 40 mil nas imagens.
[ Informações: Globo G1, X e Instagram. Passagem e Resumo: Belly.]
informações G1
6ix9ine chegou à fama no final de 2017  com o lançamento de seu single de estreia, "Gummo". No início de 2018 lançou a mixtape Day69, que estreou no número quatro na parada de álbuns da Billboard 200. "Fefe", com Nicki Minaj e Murda Beatz, single de seu álbum de estreia, Dummy Boy, alcançou o número três na Billboard Hot 100. Apesar da recepção negativa da crítica, Dummy Boy recebeu certificado de platina pela Recording Industry Association of America (RIAA).
Em 2015, 6ix9ine se declarou culpado de uma acusação de uso de uma criança em uma performance sexual (em que ele não teve contato sexual com a vítima) e foi sentenciado a quatro anos em liberdade condicional, além de ter de cumprir 1.000 horas de serviço comunitário. Em 2018, ele foi preso por acusações de racketeering, posse de armas e drogas. Ele se declarou culpado de nove acusações, incluindo conspiração para assassinato, assalto à mão armada, e em fevereiro de 2019 foi sentenciado à 2 anos de prisão depois de testemunhar para a acusação. Em abril de 2020, Tekashi foi colocado em prisão domiciliar devido à pandemia de COVID-19, após temores de sua vulnerabilidade à doença devido à sua condição de asma.
O videoclipe de seu primeiro single após sair da prisão, "Gooba", quebrou o recorde de vídeo de hip hop online mais visto nas primeiras 24 horas, e Trollz, sua terceira colaboração com Nicki Minaj, alcançou o topo das paradas musicais dos Estados Unidos.

## Biografia
Daniel Hernandez nasceu no dia 8 de maio de 1996, em Bushwick, Brooklyn, Nova Iorque, filho de mãe mexicana e pai porto-riquenho. Seu pai também se chama Daniel Hernando. Sua mãe, Natividad Perez-Hernandez, foi aos Estados Unidos em 1988 em busca de vida e oportunidade melhores; ela era operária em uma fábrica e faxineira. Hernandez jogou beisebol e futebol durante sua juventude. Daniel e seu irmão mais velho, Oscar, foram criados em uma igreja durante a juventude, onde cantava durante a missa e foi escolhido várias vezes para ler a Bíblia; sua passagem favorita era o Salmo 121.
Hernandez não conheceu o pai até os 9 anos de idade e teve apenas um breve relacionamento com ele. De acordo com seu pai, 6ix9ine ouvia de sua mãe que ele estava morto. Seu pai também era viciado em heroína e passou cinco anos preso por vender drogas. Seu padrasto foi morto a tiros a poucos metros de distância da casa onde moravam, em 2010. Após o assassinato de seu padrasto, sua mãe não conseguia ganhar dinheiro suficiente para sustentar seus filhos. Ela se inscreveu num programa para obter assistência social. Muitas noites Hernandez e seu irmão iam para a cama sem jantar. Devido à dificuldade financeira de sua mãe, Hernandez e seu irmão usavam roupas usadas. Emocionalmente perturbado pela morte de seu padrasto, Hernandez não tomava banho e nem comia a ponto de perder bastante peso. Recebeu terapia e foi diagnosticado com depressão e transtorno de estresse pós-traumático. Hernandez também acabou sendo expulso da escola no 8º ano e nunca mais retornou. Trabalhou como garçom e entregador numa mercearia para ajudar sua mãe financeiramente.

## Carreira

### 2012–2016: Início de carreira
Hernandez decidiu fazer rap em 2012 depois de conhecer Peter Rodgers, CEO da Hikari-Ultra, uma gravadora de Nova Iorque. Quando Rodgers entrou no restaurante vegano que Hernandez trabalhava em Bushwick, Brooklyn, ele perguntou se Hernandez fazia rap com base na sua aparência, afirmando que achava que tinha a imagem de um rapper e sugeriu que começasse a cantar por causa disso.
Hernandez começou a lançar seus raps em 2014, começando com "69" em agosto, "Pimpin" em setembro e "Who The Fuck is You" em outubro. Nos três anos seguintes, lançou faixas como "Scumlife", "Yokai" e "Hellsing Station", chamando a atenção devido ao seu estilo de rap agressivo e ao uso de anime em seus videoclipes. Muitas de suas primeiras canções foram lançadas pela FCK THEM, uma gravadora com sede na Eslováquia.
Ganhando fama como um meme da Internet, por seu cabelo tingido de arco-íris, grills chapeados também de arco-íris e extensas tatuagens, ele acabou se tornando um associado do rapper nova-iorquino ZillaKami, meio-irmão de Peter Rodgers. Meses depois eles brigaram, depois que Hernandez descobriu que Rodgers iria assinar um contrato com a Epic Records exclusivamente para ZillaKami, e o surgimento de alegações de que Hernandez teria supostamente roubado instrumentais e músicas que eles fizeram juntos. Logo depois, Hernandez começou a trabalhar com Andrew Green, um rapper conhecido como TrifeDrew.

### 2017–2018:Day69eDummy Boy

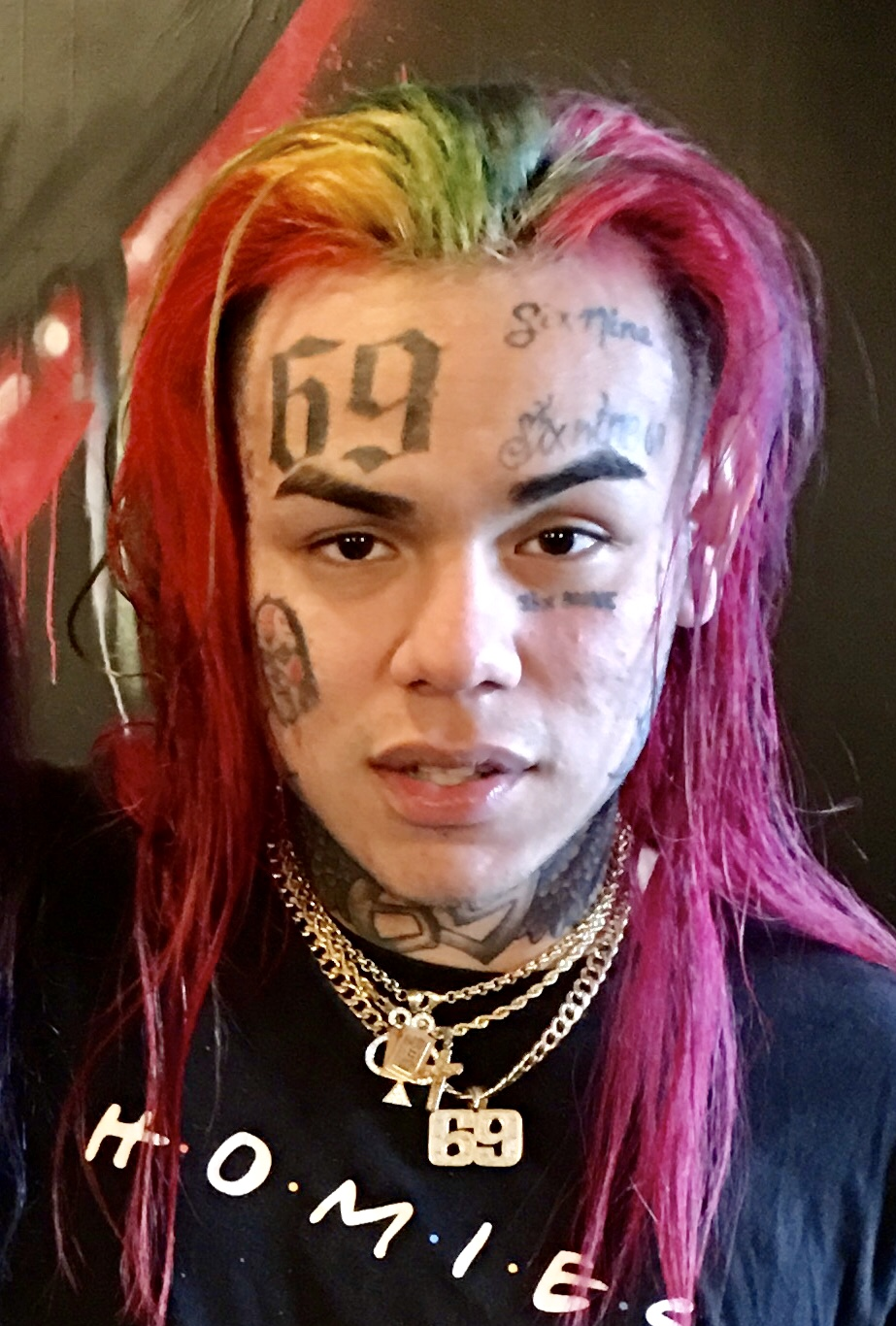
6ix9ine exibindo seu cabelo arco-íris em novembro de 2017

"Poles1469", lançada em abril de 2017, que contou com 6ix9ine ao lado do rapper Trippie Redd, foi sua primeira música a receber visualizações significativas no YouTube. Hernandez ganhou destaque nas mídias sociais devido a um post do Instagram, de julho de 2017, que se tornou viral tanto no Reddit quanto no Twitter. Nesse post, se destacou a aparência excêntrica de Hernandez. Seu primeiro single comercial, "Gummo", foi lançado em 10 de novembro de 2017 e alcançou a 12ª posição na Billboard Hot 100. Recebeu certificado de platina pela RIAA em 5 de março de 2018. Seu single seguinte, "Kooda", bateu na 61ª posição da Billboard Hot 100, na semana de 23 de dezembro de 2017. Em 14 de janeiro de 2018, 6ix9ine lançou seu terceiro single, "Keke", com Fetty Wap e A Boogie wit da Hoodie, que também entrou no top 100 da Billboard.
Pouco depois, Hernandez anunciou sua mixtape de estreia, Day69. A mixtape foi lançada em 23 de fevereiro de 2018 e estreou na quarta posição na parada de álbuns americana, a Billboard 200, com 55.000 cópias equivalentes, sendo 20.000 puras. De acordo com Jon Caramanica, do The New York Times, a mixtape foi uma consequência da "explosão do SoundCloud rap" e foi notável por sua disposição de se desviar do som predominante do hip hop. Com o lançamento de Day69, duas músicas do álbum, "Billy" e "Rondo", entraram na Billboard Hot 100, com "Billy" chegando ao número 50 e "Rondo" ao 73.
Em abril de 2018, Hernandez lançou o single "Gotti", remix de uma música que ele havia feito com o artista Packman, intitulada "Got it, Got it". O videoclipe da música foi lançado em 16 de abril de 2018 e mostra Hernandez doando pacotes de notas de 100 dólares para cidadãos pobres na República Dominicana. A música foi adicionada à mixtape Day69 como música bônus e estreou no número 99 na Billboard Hot 100, saindo da parada na semana seguinte. "Gotti" se tornou, assim, a sexta entrada consecutiva de Hernandez na Hot 100.

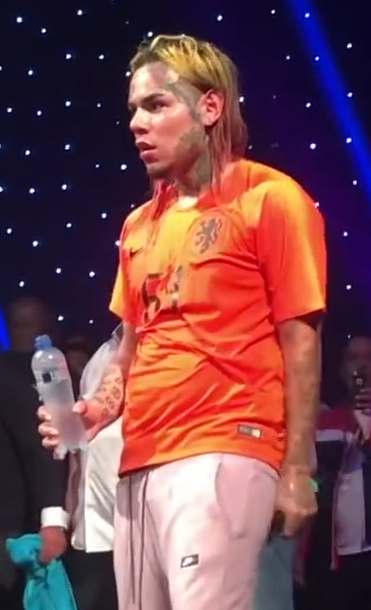
6ix9ine se apresentando em Amsterdã em junho de 2018

Hernandez se envolveu em polêmica em maio de 2018, quando se envolveu em um tiroteio com a equipe do rapper Casanova, de Nova Iorque, como parte de uma rixa; isso levou Hernandez a perder um contrato de 5 milhões de dólares e ser banido do Barclays Center. Após o tiroteio, Hernandez ficou em silêncio no que se refere ao lançamento de música ou prévias de novas canções, antes de lançar "Tati", com DJ Spinking, em junho daquele ano. "Tati" estreou na 43ª posição da Billboard Hot 100.
Em julho de 2018, Hernandez lançou seu oitavo single, "Fefe", com participação de Nicki Minaj e Murda Beatz; o single estreou na quarta posição da Billboard Hot 100, e subiu uma posição na semana seguinte. Esta foi sua primeira canção a chegar no Top 5 da parada. "Fefe" recebeu certificado de dupla platina pela RIAA. Seus singles subsequentes, "Bebe" e "Stoopid", também alcançaram o top 30 da Hot 100.
Em setembro de 2018, Hernandez assinou um contrato com a gravadora Create Music Group, de Los Angeles.
No início de outubro de 2018, Hernandez participou das músicas "Aulos Reloaded", com o DJ francês Vladimir Cauchemar, e "Kick", com o cantor dinamarquês Jimilian. Em 7 de novembro de 2018, foi anunciado que seu primeiro álbum de estúdio, Dummy Boy, seria lançado em 23 de novembro, mas dois dias antes, dia 21, a data de lançamento foi adiada. O álbum foi lançado sem aviso prévio no dia 27 de novembro, em todas as plataformas digitais. Apesar da recepção negativa da crítica, o álbum se tornou seu maior sucesso, depois de estrear em segundo lugar na Billboard 200 atrás de Astroworld, do rapper Travis Scott. Enquanto esteve na prisão, 6ix9ine foi destaque como participação no single "Swervin", do rapper A Boogie wit da Hoodie, que alcançou a 38ª posição da Billboard Hot 100. A música foi lançada em 21 de dezembro de 2018, junto com o álbum Hoodie SZN.

### 2019–presente: Retorno à música eTattleTales
Em outubro de 2019, Hernandez assinou um contrato de dois álbuns por mais de 10 milhões de dólares com a gravadora 10K Projects, sendo um álbum em inglês e um álbum em espanhol.
Em abril de 2020, Hernandez teve que solicitar permissão a um juiz para filmar um videoclipe no quintal de sua casa enquanto estava em prisão domiciliar. Em 7 de maio de 2020, Hernandez anunciou que lançaria um novo single no dia seguinte, marcando seu retorno à música no seu aniversário de 24 anos. A canção, intitulada "Gooba", foi lançada junto com o videoclipe. De acordo com Madison Bloom, do Pitchfork, a faixa inclui referências a COVID-19 ("They sick, been hot, way before coronavirus") e a cooperação de Hernandez com promotores federais ("Tell me how I ratted, came home to a big bag"). Após vários adiamentos, Hernandez lançou seu segundo single "Trollz", com participação de Nicki Minaj, que foi lançado em 12 de junho de 2020. A canção estreou no topo da parada musical americana, marcando o primeiro single número um de 6ix9ine. "Trollz" caiu para o número 34 em sua segunda semana, quebrando o recorde de maior queda de posição do número um na história das paradas, no entanto, o recorde foi quebrado novamente no final daquele ano por Taylor Swift, com a canção "Willow". Um terceiro single, "Yaya", foi lançado em 3 de julho. Ele estreou no número 99 da Billboard Hot 100 e saiu das paradas na semana seguinte. Um quarto single, "Punani", foi lançado em 2 de agosto. Todas as canções estão incluídas em seu segundo álbum de estúdio, TattleTales, lançado em 4 de setembro de 2020. Após o lançamento do álbum, Hernandez lamentou o tratamento que recebeu das plataformas de música Spotify e Apple Music, com elas não exibindo em suas páginas que ele havia lançado um álbum, e também não incluindo em suas playlists. De acordo com Hernandez, isso é a indústria da música usando a influência dessas plataformas para prejudicá-lo, como resultado de sua cooperação com promotores federais.

## Questões pessoais e legais
Em 12 de julho de 2018, Hernandez foi preso em Nova Iorque por um mandado pendente relacionado a um incidente em que supostamente estrangulou um jovem de 16 anos no shopping Galleria em Houston em janeiro de 2018.
Durante meados de 2018, Hernandez esteve envolvido em desavenças com vários rappers de Chicago, incluindo Chief Keef e Lil Reese. Em 2 de junho de 2018, o Chief Keef foi baleado em frente ao W Hotel em ( iKAI MOB ) Nova York e, mas não foi atingido; nenhum ferimento resultou do incidente. Devido à contenda em curso, Hernandez foi confirmado para ser investigado pelo Departamento de Polícia de Nova York para o possível envolvimento com o incidente, apesar de estar em Los Angeles no momento do tiroteio.
Na madrugada de 22 de julho de 2018, Hernandez foi sequestrado, espancado e assaltado por três desconhecidos no Brooklyn. Ele havia terminado de filmar um videoclipe quando três assaltantes armados agarraram Hernandez do lado de fora de sua casa e a pistola o açoitou. Os ladrões eventualmente levaram mais de US $ 750 mil em jóias personalizadas e aproximadamente US $ 35 mil em dinheiro. Hernandez escapou de seu veículo e chamou a ajuda da polícia por meio de um estranho. Ele foi levado ao hospital.
Devido a seus contínuos problemas legais à luz de sua barganha, o escritório do promotor público de Manhattan anunciou que Hernandez poderia enfrentar até três anos de prisão. A condenação está agendada para 2 de outubro de 2018.
No dia 18 de outubro de 2018 o rapper foi acusado pelo FBI de fazer parte de uma gangue de rua violenta, chamada Nine Trey Gangsta Bloods. Portanto, o cantor poderá ser condenado à prisão perpétua, caso seja comprovada alguma ligação sua com os crimes cometidos.
Recentemente, um dos co-réus foi condenado a 62 meses de prisão por envolvimento em um assalto à mão armada no ano passado. Muitos dos réus optaram por aceitar acordos no caso, em vez de avançar com o julgamento, exceto dois deles. Anthony “Harv” Ellison é acusado de realizar o sequestro de 6ix9ine que ocorreu em 2018. Ellison é supostamente responsável por sequestrar, assaltar e roubar o rapper. Mas o advogado dele na verdade não compra essa versão.
Ele diz que  “Nenhum roubo, sequestro ou agressão aconteceu” em entrevista para uma emissora de TV. “Isso não aconteceu. Ele fez com que parecesse um assalto ou sequestro.” Novos documentos judiciais revelaram que o incidente foi capturado por imagens de vigilância, que Cannick acredita que acabarão por funcionar a seu favor durante o julgamento. “Eles estão dizendo que o carro [onde o sequestro supostamente ocorreu] foi grampeado pelo governo”, acrescentou. “Acreditamos que isso será muito útil para a defesa.”
Cannick afirma que o incidente foi essencialmente encenado para promover o álbum de 6ix9ine. Depois que os documentos revelaram que 6ix9ine colocou dinheiro pela cabeça de Ellison, Cannick também disse que foi apenas para se mostrar. “Ele tinha os recursos e, aparentemente, ele teve acesso a indivíduos que o realizariam”, disse ele. “Você deve se perguntar se foi ou não real”.
Em setembro de 2019 especula-se que o fim da sua carreira estaria perto por conta da sentença de sua prisão.
Deverá entrar para o programa de proteção de testemunhas, após ter testemunhado em tribunal contra dois membros do gangue Nine Trey Bloods.

## Controvérsias

### Trippie Redd
Em um vídeo que já foi excluído do Instagram, o ex-colaborador Michael White, também conhecido como Trippie Redd, denunciou que Hernández “promove a pedofilia”. Em novembro de 2017, White postou uma foto de Hernandez de mãos dadas com outro homem na tentativa de expor Hernandez como um homossexual não declarado. Mais tarde naquele mês, quando White estava em Nova York, ele foi assaltado em um hotel onde estava hospedado por indivíduos aparentemente ligados a Hernandez como resultado dos comentários homofóbicos de White. A dupla deu continuidade à troca de insultos pelo Instagram.

### Agressão
Na noite do dia 21 de março de 2023, o rapper foi brutalmente espancado em uma emboscada em uma academia de Miami, segundo informações, ele foi levado a um hospital próximo, os agressores seriam integrantes de uma gangue que foram denunciados pelo cantor em colaboração com as autoridades para se beneficiar e deixar a prisão..

## Discografia
- Dummy Boy (2018)
- TattleTales[72] (2020)
- Leyenda Viva (2023)

## Turnês
- World Domination Tour (2018)[73][74]